# Archidiocèse de Niamey
L'archidiocèse de Niamey (Archidioecesis Niameyensis) est une juridiction de l'Église catholique au Niger. C'est le seul archidiocèse du pays. Son siège est à Niamey dans la cathédrale Notre-Dame-du-Perpétuel-Secours. Le diocèse de Maradi est son seul suffragant.

## Archevêques
L'archevêque actuel est Mgr Djalwana Laurent Lompo depuis le 11 octobre 2014.

## Territoire
Il comprend Niamey et les régions de Tillabéri et de Dosso.

## Historique
La préfecture apostolique de Niamey est érigée le 28 avril 1942 à partir de territoires issus des vicariats apostoliques du Dahomey (actuel Benin), de Foumban (actuel Cameroun), de Khartoum (Soudan) et de Ouagadougou (actuel Burkina Faso) et des préfectures apostoliques de Ghardaïa (Algérie), de Jos  et de Kaduna (Nigéria).
Le 13 mai 1948 la préfecture apostolique est divisée pour ériger la préfecture apostolique de Parakou (actuel Bénin) puis son territoire est à nouveau amputé le 12 février 1959 lors de la création de la préfecture apostolique de Fada N'Gourma (de) (actuel Burkina Faso).
Le 21 mars 1961 elle est élevée au rang de diocèse dont le territoire couvre alors l'ensemble du Niger. Le 13 mars 2001, son territoire est divisé pour donner naissance à l'Est au diocèse de Maradi. Le 25 juin 2007 il est élevé au rang  d'archidiocèse métropolitain avec Maradi pour seul suffragant.

## Paroisses
En 2015, le diocèse compte 19 paroisses, dont 10 paroisses à  Niamey : Cathédrale, Saint Paul, Saint Jean, Saint Gabriel, Saint Michel, Sainte Monique, Foyer Berlier des Etudiants, Saint Joseph, Sainte Thérèse de l'Enfant-Jésus, Saint Augustin. Neuf paroisses sont établies dans les localités de Kankani, Bomoanga, Makalondi, Torodi, Dolbel-Fantio, Téra, Dosso, Dogondoutchi, Gaya.